# Еміль Лінд
Еміль Лінд (фін. Emil Lindh, 15 квітня 1867 — 3 вересня 1937) — фінський яхтсмен.
Бронзовий призер Олімпійських Ігор 1912 року в класі 8 метрів.